# Saint-Jean-d'Arves
 Saint-Jean-d'Arves  es una población y comuna francesa, en la región de Ródano-Alpes, departamento de Saboya, en el distrito y cantón de Saint-Jean-de-Maurienne.

## Demografía
| 342 | 278 | 239 | 185 | 203 | 217 |
| Para los censos de 1962 a 1999 la población legal corresponde a la población sin duplicidades (Fuente: INSEE [Consultar]) |     |     |     |     |     |